# Молдовски възвишения
Молдовските възвишения (на румънски: Podișul Moldovei) са хълмиста равнина в Югоизточна Европа.
Те заемат основната част от историческата област Молдова – днешната държава Молдова и североизточните части на Румъния. Граничат с Карпатите на запад, Подолските възвишения на север и североизток, Черноморската низина на югоизток и Долнодунавската равнина на юг. Надморската височина достига 564 m в платото Бърлад.